# VI. Eduárd angol király
VI. Eduárd (angolul: Edward VI; Hampton Court-palota, Anglia, 1537. október 12. – Greenwich, Anglia, 1553. július 6.), Anglia és Írország királya 1547 januárjától 1553 júliusában bekövetkezett korai haláláig. Kilenc éves korában lett az ország királya, mint VIII. Henrik egyetlen életben maradt fia, aki harmadik feleségétől, Jane Seymourtól született. Uralkodása alatt végig régenstanács gyakorolta a hatalmat, mivel sosem érte meg a felnőttkort. A tanácsot először nagybátyja, Edward Seymour, Somerset hercege vezette 1547 és 1549 között, majd őt követte 1550-től John Dudley, Northumberland hercege.
Eduárd uralmát gazdasági problémák és általános népi elégedetlenség tarkította, amely 1549-ben lázadásba csapott át. Az először sikeres háború Skócia ellen kudarcot vallott, majd Boulogne városát is fel kellett adnia. Eduárd idejére esett az anglikán egyház protestánssá való átszervezése, az ifjú uralkodó pedig különös figyelmet szentelt a vallási kérdéseknek. Noha apja, VIII. Henrik megszakította a kapcsolatot a katolikus egyházzal, arra sosem vetemedett, hogy a katolikus doktrínákat vagy a szertartásrendet megváltoztassák. Eduárd uralma alatt viszont protestáns reformok születtek, mint például a papi cölibátus és a szentmise eltörlése, valamint az angol nyelv használata.
1553 februárjában, alig tizenöt esztendősen, Eduárd beteg lett. Mikor kiderült, hogy betegsége végzetes, összeült egy tanács, hogy megtárgyalják az öröklés kérdését, amelynek egyetlen célja volt: megakadályozni az ország rekatolizációját. Ennek köszönhetően Eduárd unokatestvérét, Lady Jane Greyt nevezte meg utódjául, és az öröklésből kizárta féltestvéreit, Máriát és Erzsébetet. Eduárd halála után ez a döntése mindazonáltal nem juthatott érvényre, mert Grey csak kilenc napig volt királynő, helyette Mária lépett a trónra, aki erőszakos módon próbálta visszatéríteni az országot, és amely végül 1559-ben Erzsébet idején egy vallásügyi megállapodással végződött.

## Trónra lépése előtt
1537. október 12-én született a Hampton Court palotában. Születését hatalmas ünnepségek kísérték, mint apja régóta várt fiúörökösét. Hálaadó miséket mondattak és örömtüzeket gyújtottak. Három nappal később keresztelték meg, Mária lett a keresztanyja, és másik testvérével, Erzsébettel együtt tartották a keresztvíz alá. Ezen a napon kapta meg a Cornwall hercege és Chester earlje címeket is. Egy héttel később a királyné ágynak esett, és nem sokkal később gyermekágyi lázban meghalt.
Eduárd egészséges és erős fiú volt, apja büszkesége. Azt a régi felfogást, miszerint beteges kisfiú lett volna, a modern kori történészek cáfolják. Négyéves korában átesett a malárián, de alkalmankénti kisebb betegségektől és rövidlátásától eltekintve élete utolsó hónapjaiig kitűnő egészségnek örvendett.
Eleinte Margaret Bryan, majd Lady Troy felügyelete alá helyezték. Háztartásában rendkívüli biztonsági intézkedések és tisztaság volt. Hatéves korától kezdték oktatni, Richard Cox és John Cheke, nyelvekre, írni, filozófiát, és a szabad művészeteket. A fennmaradt beszámolók szerint tanult franciául, spanyolul, tanult geometriát, és megtanították játszani lanton és virginálon. Térképeket és földgömböket gyűjtött, vallási oktatást pedig feltételezhetően magától Thomas Cranmertől, a canterbury érsektől. Oktatói mind protestáns nézeteket vallottak, így ezeket a nézeteket adták át az ifjú hercegnek is.
Féltestvérei gyakran látogatták őt, egy alkalommal Erzsébet saját készítésű inget vitt neki. Eduárd különösen Mária társaságában szeretett lenni. 1543-ban VIII. Henrik valamennyi gyermekét meghívta a karácsonyi ünnepségre, ezt követően pedig új, immár a harmadik örökösödési törvényét meghozva mindhármukat örököseként nevezte meg. A váratlan enyhülés betudható Henrik hatodik, egyben utolsó feleségének, Catherine Parrnak is, aki igyekezett a király családi életébe békét hozni.
Más gyerekekkel is együtt játszatták, valamint más nemesek fiaival együtt is oktatták. Köztük Barnaby Fitzpatrick, egy ír nemes fia lett a legjobb barátja. Háztartása fényűző volt: a falakat flamand falikárpitok borították, ruhái, könyvei, de még evőeszközei is drágakő-berakásosak voltak. Akárcsak apja, Eduárd is kedvelte a hadijátékokat, számtalan portrén látható kezében tőrrel, aranyozott hüvellyel. 
1543-ban VIII. Henrik békét között a skótokkal, amelyben az akkor még csak hét hónapos Mária hercegnőt eljegyeztette Eduárddal. A skótok nemigen voltak alkupozícióban súlyos vereségeik miatt, Henrik pedig szerette volna a két országot egyesíteni. Nem sokkal később azonban a skótok felmondták az egyezményt és szövetségre léptek a franciákkal, ami felbőszítette Henriket. 1544-ben Edward Seymourt küldte a skótok ellen, hogy kegyetlenül torolja meg hitszegő magatartásukat. Ez a háború Eduárd életében is tartott.

## Uralkodása
Apja halálakor 1547. január 28-án Anglia királya és Franciaország uralkodója (a valóságban utóbbi tisztében csak Calais városát és környékét birtokolta) és II. Eduárd néven Írország királya lett. Edward Seymour és William Paget addig nem jelentették be Henrik halálhírét, míg el nem rendezték az új uralkodó megkoronázásának menetét. Thomas Wriothesley lordkancellár január 31-én jelentette be a király halálát a parlament előtt, és egyben bejelentették Eduárd trónra lépését is. A koronázásra kilencéves korában, február 20-án került sor. Életkorára tekintettel nevében régens uralkodott. A posztot először nagybátyja, Edward Seymour töltötte be. A koronázást követően Thomas Cranmer megerősítette a király szupremáciáját az egyház felett, az uralkodót új Józsuénak nevezve, és arra kérte, folytassa a reformációt.
VIII. Henrik tizenhat főből álló tanácsot nevezett meg, akik fia 18. születésnapjáig régenstanácsként irányították volna az országot, tizenkét főtanácsadóval. Ezek a tanácsadók a rendelkezésre álló adatok szerint úgy kerültek pozícióba, hogy a király bizalmába férkőzve meggyőzték őt, pusztán anyagi vagy vallási megfontolásból. Henrik uralkodásának végén a Titkos tanácsban megszaporodtak a reformnézeteket vallók. Stephen Gardiner püspököt kiutasították az udvarból, Thomas Howardot, Norfolk hercegét felségárulás vádjával megfosztották minden vagyonától, és a Towerbe záratták. Függetlenül attól, hogy ezeknek mennyi köze volt vallási kérdésekhez, az bizonyos, hogy a legjobban Edward Seymour járt mindezzel, ugyanis magas tisztségei mellé hatalmas földbirtokokat és vagyont is felhalmozott. Megválasztatta magát régensnek annak ellenére, hogy Henrik végakarata nem tartalmazott kifejezett utalást régens személyére. Mégis, a régenstanács valamennyi tagja egyhangúlag átadta hatalmát neki. Seymour pozícióját erősíthette az is, hogy katonai téren sikert sikerre halmozott. Gyakorlatilag rendeleti úton kormányzott már 1547-től, joga volt ahhoz, hogy embereket nevezzen ki vagy mentsen fel a Titkos Tanácsból, habár ez utóbbi szerv a rendeleti kormányzás miatt gyakorlatilag csak formális jóváhagyási funkcióval működött.
Legfőbb vetélytársa épp testvére, Thomas Seymour lett. Nagyobb hatalmat és beleszólást szeretett volna az államügyekbe, még annak ellenére is, hogy bátyja megpróbálta lekenyerezni bárói címmel és az Admiralitás magas pozíciójába való kinevezéssel, valamint a Titkos Tanács tagjává választással. Elkezdett Eduárdnak pénzt küldeni, azt állítva, hogy bátyja igen fukarul méri számára a juttatást, és ő ezt kiegészíti. Arra bátorította, hogy két éven belül szabaduljon meg tőle és uralkodjon egyedül. Eduárd azonban nem fogadta meg a tanácsait. Thomas Seymour nem sokkal később elvette feleségül a király özvegyét, Catherine Parrt, akinek az udvartartásában benne volt Jane Grey és Erzsébet. 1548-ban aztán Catherine Parr észrevette, hogy férje érdeklődik Erzsébet iránt, így száműzte az udvartartásából. Amikor felesége gyermekágyi lázban nem sokkal később meghalt, Seymour ismét próbálkozott Erzsébetnél, aki hajlott volna a házasságra, de csakis a Tanács engedélyével. 1549 januárjában aztán a bajkeverő Thomas Seymourt számos váddal letartóztatták. Maga Eduárd király is tanúskodott ellene, akit Thomas megvádolt azzal, hogy Lady Jane Greyt akarja elvenni feleségül, így 1549. március 20-án felségárulásért lefejezték.
Időközben a skótokkal vívott háború is fordulóponthoz érkezett. A franciákkal való szövetség eredményeként Máriát Párizsba menekítették, és eljegyezték II. Henrik francia királlyal. Mikor a francia seregek megostromolták Boulogne-t, és kiderült, hogy a skót hadjárat is iszonyatos összegeket emészt fel, kénytelenek voltak visszavonulót fújni.
1549 tavaszán gazdasági és vallási okokból lázadások törtek ki Anglia-szerte. Devonban, Cornwallban és Norfolkban voltak a legjelentősebb felkelések. Az előbbiek főként a protestantizmus ellen indultak, míg az utóbbi Robert Kent vezetésével a közlegelők nemesek általi kisajátítása miatt. A lázadók kezdetben úgy vélték, hogy Edward Seymour mellettük áll, és nem ők a törvénysértők, hanem a nemesség. A felismerés, hogy valójában Seymour hibája minden, kijózanító erejű volt, és emiatt gyorsan elvesztette a hatalmát. 1549 októberében a Titkos Tanács puccsot szervezett ellene. Seymour amint megneszelte ezt, kiáltványt adott ki, amelyben támogatást kér, lefoglalja a király vagyonát, akit visszavonultat a biztonságos Windsor-kastélyba. Eközben azonban a Titkos Tanács megállapította, hogy a régens hatalma tőlük eredt mindig is, nem VIII. Henrik végakaratából. Október 11-én Seymourt letartóztatták, a királyt pedig Richmondba vitték. 1550 februárjában John Dudley, Warwick earlje személyében új régenst választottak. Bár Seymourt később elengedték, sőt még a Tanácsba is visszavették,  1552 februárjában mégis kivégezték, mert összeesküvést szőtt Dudley ellen.
Seymour uralmával szemben Dudley-é, aki ekkor már Northumberland hercege is volt, a történészek szemében sokféle értékelésű volt. Korábban úgy tartották, hogy Dudley csak egy hatalomvágyó nemes volt, aki a pénzért és a hatalomért tört magasra. A legújabb kutatások már elismerik, amit a gazdaságért és a közigazgatásért tett, valamint azt is, hogy helyreállította a Titkos Tanács hatalmát. Az ő riválisa egyértelműen Thomas Wriothesley volt, aki köré egy olyan kör szerveződött, akik vallási kérdésekben konzervatívabb nézeteket vallottak. Dudley ezzel szemben a protestáns nézetek meggyökereződésébe vetette a hitét, és Eduárd királyba. Ezért közelebb férkőzött a királyhoz, a Titkos Tanács felett pedig átvette a hatalmat. Wriothesley felett is úgy aratott győzelmet, hogy miután előbbi ki akarta végeztetni Edward Seymourt, ő szabadon bocsátotta, a  tanács tagjait pedig különféle címekkel vesztegette meg. Ezután Dudley a Titkos Tanács elnökévé és a királyi udvar nagymesterévé nyilváníttatta magát.
Ahogy Eduárd egyre idősebb lett, egyre nagyobb részt kívánt vállalni a politikában, azonban a mai történetírás számára sem egyértelmű teljesen, hogy vajon mekkora ráhatása volt erre. Tizennégy éves korában államtanácsot szervezett, tagjait pedig ő maga választotta. Aktívan részt vett a Titkos Tanács munkájában, de a legfontosabb kérdések, melyekben döntéseket hozott, a protestáns vallással kapcsolatosak voltak.
1550-ben Dudley megállapodott a franciákkal, és visszaadta nekik Boulogne-t – ezzel egy időben a Skóciában hagyott helyőrségeket is feloszlatta. 1551-ben Eduárdot eljegyezték Valois Erzsébettel, II. Henrik francia király lányával, egyben a Szent Mihály-rend lovagjává avatták. Minderre a háborúk rendkívüli költségessége adott okot. Hogy megakadályozza a lázadások kirobbanását, az ország egyes területein a korona megbízottjai tevékenykedtek, akik közvetlenül a királynak tartoztak hűséggel és jelentéstételi kötelezettséggel. Pénzügyi szempontból felemás volt a helyzet: kezdetben a pénz leértékelésével próbálkoztak, katasztrofális eredménnyel, majd 1552-ben ebből okulva Thomas Gresham segítségével gazdasági reformok kezdődtek. Habár az angol gazdaság egészen Erzsébet koráig nem állt teljes egészen talpra, ez egy remek kiindulópont volt.

## Vallási kérdések
Eduárd elkötelezett protestáns volt, és mivel uralkodásának kezdetétől ezeket a nézeteket valló emberek vették körül, így egyértelmű volt, hogy az új vallás hatalma előretört. Thomas Cranmer érsek vezetésével az anglikán egyház, amely VIII. Henrik idején még a pápai szupremácia elutasítását leszámítva alapvetően katolikus maradt, gyakorlatilag protestánssá vált. A kolostorok és alapítványi templomok vagyonának elkobzása és azok feloszlatása tovább folytatódott. Eduárd uralmának végére az egyház szinte teljes vagyonát elvesztette, miután az elkobzott vagyonok és birtokok a koronára illetve kedvezményezettjeire szálltak.
Hogy Edward Seymour vagy John Dudley mennyire voltak elkötelezett protestánsok, kérdéses, de annyi bizonyos, hogy az ifjú uralkodó az volt. A reformáció két irányból zajlott: a tradicionalisták és a zelóták részéről, utóbbiak vonatkozásában a kegytárgyak rombolása mindennapos volt és úgy vélték, a térítés nem halad elég gyorsan. Protestáns doktrínákat hirdettek ki, mint például a hit általi üdvözülés vagy a két szín alatt való áldozás. 1550-ben egy sor egyházi jogkört átvett az állam, Cranmer pedig kidolgozott egy egységes liturgiát. A "Book of Common Prayer" 1549-től az anglikán egyház hivatalos imakönyve lett, amit a tradicionalisták is támadtak azért, mert néhány elfogadott rítust eltörölt, a zelóták pedig azért támadták, mert szerintük túl pápista volt. Természetesen a katolikusok is ellenkezésüket mutatták ki, úgy mint Stephen Gardiner vagy Edmund Bonner, de mindkettejüket bebörtönözték és megfosztották tisztségüktől.
1551-től Eduárd is egyre komolyabban kezdte el venni tisztségét, mint az anglikán egyház feje, és ahogy egyre több új papot szenteltek fel püspöknek, úgy erősödött a reformáció. 1552-ben elkészült a Book of Common Prayer átdolgozott változata, a kritikák hatására, illetve a Negyvenkét Hitcikkely (később 39 lett). Gyakorlatilag ezzel érkezett meg Anglia a protestantizmushoz. Cranmer mégsem vihette véghez teljes egészében az ország teljes vallási átalakítását, amikor 1553-ban kiderült, hogy Eduárd súlyos beteg.

## Örökösödési kérdés
1553 februárjában Eduárd ágynak esett. Lázas volt és köhögött, állapota pedig fokozatosan romlott. Áprilisra már elég jól érezte magát ahhoz, hogy sétáljon egyet Westminster parkjában és hogy Greenwichbe költözzön. Állapota ekkor ismét romlott, május elejére viszont újra jobban lett, és ablakából meg tudta tekinteni a Temzén a hajókat. Júniusban aztán állapota újból súlyosbodott, köhögési rohamok kínozták, a lába pedig úgy feldagadt, hogy csak fekve volt képes megmaradni. Ekkor vált nyilvánvalóvá, hogy állapota végzetes. Mivel életkorából adódóan nem volt örököse, felmerült annak a veszélye, hogy féltestvére, a katolikus Mária kerülne a trónra, ami a protestáns egyház illetve Eduárd tanácsadói számára végzetes következményekkel járt volna. Maga Eduárd is ellenezte Mária trónutódlását, és nemcsak vallási okokból, hanem azért is, mert hitt a férfiági öröklésben. Ezért aztán halála előtt rendelkezett az öröklésről, és kizárta mindkét féltestvérét, és velük szemben első unokatestvérét, a 16 éves Lady Jane Greyt nevezte meg utódjául. Jane Grey nem volt más, mint Lord Guilford Dudleynak, a kvázi-régensnek a lánya.
Eredeti végrendelete szerint férfiágon csak az ő utódai örökölhetik a koronát. Ha ő férfiutód nélkül halna meg, akkor Jane Grey anyjának fiai, Jane, vagy annak testvéreinek fiai örökölnének. Később ezt változtatta meg arra, hogy Jane, illetve a testvérei örökölhetik a trónt. Jane kivételt képezett, ugyanis ha lányai születtek volna, ők már nem örökölhették volna a trónt. Máriát és Erzsébetet fattyúnak nevezve zárta ki az utódlásból, és ezt arra alapozva tette, hogy még VIII. Henrik idején nyilvánították őket azzá, és ez a helyzet azóta se lett tisztázva. Ez a végrendelet mindazonáltal felülírta Henrik 1543-as harmadik örökösödési törvényét.
Kora júniusban Eduárd megfogalmaztatta jogászaival a végrendelet végső változatát, a hónap közepén pedig betegágyához hívatta embereit és támogatásukat kérte. Egyes tanácsadóit és jogászokat arra kötelezett, hogy halála után segítsék végakarata érvényesítését. A főurak egy része ellenezte az ebben foglaltak teljesülését, de aligha merték ekkor kifejezni ellenérzésüket.
Ebben az időben Mária trónra lépését a franciák is ellenezték, hiszen a spanyol császár unokahúga volt. Ezért felvették a kapcsolatot Dudley-val és támogatásukról biztosították. A diplomaták abban is biztosak voltak, hogy noha a nép javarészt Máriát támogatja, Jane Grey trónralépése problémamentes lesz.
Július 1-jén Eduárd megjelent greenwich-i palotája ablakában a nép előtt, akik megdöbbentek, mennyire törődött és sovány az uralkodójuk. Pár nappal később újra nagyobb tömeg verődött össze, hogy lássák őt, de azt mondták nekik, hogy túl hűvös van ahhoz, hogy a király megmutatkozzon. Július 6-án este 8 órakor aztán meghalt. Utolsó szavai ezek voltak: "Elgyengültem. Az Úr legyen kegyes hozzám, és fogadja lelkemet.". Eduárdot augusztus 8-án a westminsteri apátságban temették el, Thomas Crammer celebrálta a gyászmisét. Sírhelyét 1966 októberében találták meg.
Halálának oka kérdéses. Sokan mérgezésre gyanakodtak, de erre nincs bizonyíték. John Dudleynak lehetett volna rá indítéka, de ezt csak az alapján vélik, hogy Eduárd halála után kiderült, hogy népszerűtlen. Egyesek szerint Mária támogatóinak állt érdekében a mérgezés, de ez sem bizonyított. Amikor halála után felboncolták, orvosa szerint Eduárdnak a tüdeje volt beteg. A ma elfogadott teóriák szerint tüdőbaj vitte el, amely azért lett végzetes, mert 1552-ben átesett a himlőn és a kanyarón is. 

## Halála után
Mária tisztában volt öccse állapotával egészen februártól kezdődően, ezért támogatókat kezdett el gyűjteni. Norfolkba utazott, Dudley pedig hajóhadakat küldött oda, nehogy elhagyhassa a kontinenst. Elhalasztotta a király halálának bejelentését, összegyűjtötte seregeit, és július 10-én kikiáltatta Jane Greyt királynőnek. A Titkos Tanács üzenetet kapott Máriától, miszerint ő az egyedüli és törvényes uralkodó, és ismerjék el ezt. Válaszul a Titkos Tanács azt nyilatkozta, hogy Jane Greyt tekintik annak, Mária pedig nem támaszthat igényt a trónra és egyébként is csak néhány közember támogatja.
Dudley azonban hamar rájött, hogy nagyot hibázott azzal, hogy nem gondolt Mária ártalmatlanítására előbb, mint Eduárd öröklési kérdésének megoldására. Mária támogatói közt nemcsak a katolikus hit támogatói voltak, hanem olyanok is, akik hittek trónigénye jogosságában. Dudley kénytelen volt seregeket küldeni Kelet-Angliába, de Mária támogatottsága eddigre megnőtt. Dudley háromezer emberével szemben Mária húszezret tudhatott magáénak.Július 19-én kiderült, hogy a Titkos Tanácsnak semmi esélye: Londonban Arundel és Pembroke earlje kikiáltották Máriát királynőnek, Jane Grey névleges uralma pedig véget ért. A tanács levelének hatására végül Dudley is kénytelen volt elismerni Máriát. William Paget kegyelemért könyörgött, Dudleyt viszont elfogatták és augusztus 22-én lefejezték, nem sokkal előtte nyilvánosan megtagadta protestáns hitét.
Eduárd rövid uralma vallási téren volt hatalmas mérföldkő Angliában. Az ekkor véghezvitt reformok olyan hatásúak voltak, hogy azokkal még Mária sem tudott mit kezdeni. Hiába próbált visszatérni a pápa fennhatósága alá, angol uralkodói titulusánál fogva ő volt az anglikán egyház feje, és ez feloldhatatlan ellentét volt. Mindazonáltal a protestantizmus nem vert olyan mélyen gyökeret a nép lelkében, és talán ha tovább élt volna, sikerült volna visszatéríteni az országot, és Eduárd uralkodása lett volna egy bizarr kitérő Anglia történetében, és nem az övé.

## Megjelenése az irodalomban
VI. Eduárd alakját Koldus és Királyfi című regénye egyik főszereplőjének tette meg Mark Twain. A The Prince and the Pauper címmel Kanadában 1881-ben megjelent, másutt először 1882-ben kiadott regényében az író arról talált ki történetet, mi lett volna, ha a királyfi egy véletlen folytán szerepet cserél egy hozzá a megszólalásig hasonlító koldusfiúval. Történelmi fikciójában Twain párhuzamosan mutatja be a hatalomba csöppent szegény gyermek sorsát a palotában és a nyomorúságos körülmények közé jutott trónvárományos viszontagságait. A regény azt az időszakot dolgozza fel, amikor apja, VIII. Henrik halálával Eduárdra száll a hatalom, miközben ő igyekszik visszakapni uralkodói életét. A Koldus és királyfi című regény Magyarországon csaknem 40 kiadást élt meg eddig.[mikor?]

## Fordítás
- Ez a szócikk részben vagy egészben  az   Edward VI of England című angol Wikipédia-szócikk ezen változatának fordításán alapul.  Az eredeti cikk szerkesztőit annak laptörténete sorolja fel. Ez a jelzés csupán a megfogalmazás eredetét és a szerzői jogokat jelzi, nem szolgál a cikkben szereplő információk forrásmegjelöléseként.

| Előző uralkodó: VIII. Henrik | Anglia királya 1547 – 1553 | Következő uralkodó: Grey Johanna |

| Előző uralkodó: VIII. Henrik | Írország királya 1547 – 1553 | Következő uralkodó: Grey Johanna |